# 岩崎可苗
岩崎 可苗（いわさき かなえ、5月21日 - ）は、日本の女性声優。プロダクション・エース演技研究所に所属し、その後はアバンジエンターテイメントに移籍。現在はACT.OZに所属。北海道出身。

## 人物
『宮河家の空腹』の収録では岩崎より先にデビューした川崎琴が監督からの質間に的確に答えていたため彼女に負けないよう頑張ろうと考えたという。収録時は自身の声質が大人的な雰囲気のためスタッフから子供のような感じにした方が良いことをアドバイスされたという。
趣味はカラオケで、倖田來未を好きなアーティスとして挙げている。他の趣味としては映画鑑賞、散歩、好きな漫画には『銀魂』を挙げている。好きな動物は犬と猫で、後者に関しては猫カフェに行くほどである。

## 出演
太字はメインキャラクター。

### テレビアニメ
- 宮河家の空腹（2013年、小池 えりか[6]）
- 勇者になれなかった俺はしぶしぶ就職を決意しました。（2013年、アイリ・オルティネート[7]）

### ゲーム
- となりに彼女のいる幸せ ～Two Farce～（2017年、芹沢知彩）
- となりに彼女のいる幸せ ～i fight with summer～（2022年、芹沢知彩）

### ドラマCD
- 宮河家の空腹 ヒャダインこと前山田健一が作曲したサウンドトラック シリーズ構成の待田堂子による新規撮り下ろしオリジナルドラマ 未放送のラジオ特別版を収録したCD（2013年、小池えりか）

### ラジオ
※はインターネット配信。
- 勇者になれなかった俺たちはしぶしぶラジオを始めました。略して、「しぶラジ」（2013年 - 2014年、ランティスウェブラジオ※）パーソナリティ[8]

### その他コンテンツ
- いけるとこまで（2014年 - 、音声コミック）小宮山萌芽
- Alice mare（2014年 - 、オーディオドラマ）ステラ
- chime〜はじまりの鐘〜（2014年 - 、ボイスドラマ）静石綾

## ディスコグラフィ

### キャラクターソング
| 発売日   | 商品名 | 歌                                                                               | 楽曲                                               | 備考                                                                     |
| 2013年   | 2013年 | 2013年                                                                           | 2013年                                             | 2013年                                                                   |
| -------- | --- | -------------------------------------------------------------------------------- | -------------------------------------------------- | ------------------------------------------------------------------------ |
| 11月27日 | TVアニメ『勇者になれなかった俺は しぶしぶ就職を決意しました。』キャラクターソング エキストラレボリューション | KANBAN娘。                                                                       | 「エキストラレボリューション（キャラバージョン）」 | テレビアニメ『勇者になれなかった俺はしぶしぶ就職を決意しました。』関連曲 |
| 11月27日 | TVアニメ『勇者になれなかった俺は しぶしぶ就職を決意しました。』キャラクターソング エキストラレボリューション | フィノ（田所あずさ）、エルザ（新田恵海）、アイリ（岩崎可苗）、ラム（山田奈都美） | 「レンアイカスタマーサービス!」                    | ラジオ『しぶラジ ファミレス編』オープニングテーマ                        |

### ユニットメンバー
1. ↑  フィノ（田所あずさ）、セアラ（島形麻衣奈）、ノヴァ（曽和まどか）、エルザ（新田恵海）、ラム（山田奈都美）、ロア（宝木久美）、アイリ（岩崎可苗）